# Shinya Yajima
Shinya Yajima (矢島 慎也 Yajima Shinya?), född 18 januari 1994, är en japansk fotbollsspelare som spelar för Vegalta Sendai.
I augusti 2016 blev han uttagen i Japans trupp till fotbolls-OS 2016.